# Евстафьев, Павел Петрович
Па́вел Петро́вич Евста́фьев (1895 — после 1941) — русский советский историк и писатель, прозаик. Автор работ об истории восстаний в военных поселениях, а также беллетристических повестей и рассказов, как на исторические, так и на современные ему темы. Постоянный автор журнала «Звезда» в 1935—1939 годах. Член Союза писателей СССР.

## Творческая биография
С началом в 1914 году Первой мировой войны пошёл вольноопределяющимся в действующую армию.
В 1925 году П. П. Евстафьев поступил в аспирантуру ассоциации институтов общественных наук РАНИОН (дело № А4655 2 501 ГА РФ).

### Исторические работы
В заявке на изучение фондов РГВИА П. П. Евстафьев, который на рубеже 1930-х годов был преподавателем ленинградского института путей сообщения, указал тему исследований — «Военные поселения и восстание 1831 года».
В 1931 году в журнале «Каторга и ссылка» была опубликована статья П. П. Евстафьева «К столетию восстания военных поселян», а в 1934 году вышла его монография «Восстание военных поселян Новгородской губернии в 1831 г.»
По мнению историка О. В. Матвеева, в своей работе П. П. Евстафьев впервые ввёл в научный оборот обширный комплекс документальных материалов РГВИА и наиболее полно осветил причины и ход восстаний 1831 года. Анализируя причины стремления царского правительства реорганизовать управление армейской системой и обустроить с этой целью военные поселения, автор назвал среди них и желание «иметь под руками всегда готовую к действию надёжнейшую и мощную вооружённую силу, не связанную с обществом ни социально-экономическими, ни бытовыми, ни политическими условиями, — и потому по первому зову самодержавной власти готовую сокрушить всякое проявление революционного движения внутри страны».
Как писал П. П. Евстафьев, опасность такой реорганизации сразу поняли будущие декабристы П. И. Пестель, С. П. Трубецкой, В. И. Штейнгель, И. Д. Якушкин, которые «пришли к выводу, что военные поселения образуют в государстве особую касту, которая, не имея с народом ничего общего, может сделаться орудием его угнетения».
П. П. Евстафьев показал, что у планов создания военных поселений были и высокопоставленные противники — генерал-фельдмаршал М. Б Барклай-де-Толли и начальник штаба 1-й армии генерал-лейтенант И. И. Дибич, но их обоснованные возражения не были приняты императором.
С самого начала реализации планов обнаружились противодействие и волнения крестьян тех местностей, где устраивались поселения. Обустройство военных поселений фактически привело к созданию «худшего вида военно-крепостнического угнетения», к ухудшению материального положения коренных жителей-поселенцев, оказавшихся к тому же под действием морального гнёта от «регламентации не только занятий, но и домашнего их обихода» и «горестной уверенности остаться навек солдатами и навек в неволе». В итоге это создало «причины для страшного по своей ненависти к угнетателям восстания военных поселян в 1831 году».
На работы П. П. Евстафьева ссылались многие российские историки и.

### Художественная проза
Собранный материал о жизни России первой трети XIX века был использован Евстафьевым при работе над произведениями исторической прозы о событиях общественной жизни России до и сразу после кончины императора Александра I.
В 1935 году в журнале «Звезда» (№ 4—6) была опубликована его повесть «Линия и счёт».
В 1935—1939 годах писатель активно печатался в «'Звезде», где, кроме повести «Линия и счёт», были опубликованы повести и рассказы — «Орская крепость», «Женщина с фабрики»; «Нейшлотский переулок», «Встреча», «Плен», «Тарас».
В 1938 году П. П. Евстафьев, как профессиональный историк, принял участие в обсуждении на страницах "Литературной газеты"исторической достоверности некоторых сцен опубликованного сценария фильма С. М. Эйзенштейна «Александр Невский».
Член Союза писателей СССР.

## Семья
В 1927 году женился на дочери чиновника страхового общества польского происхождения — Виктории (пол. Wiktoryn) Карловне Токай (1904—1959).
В 1927—1929 годах семья жила сначала в Медвежьей горе, а потом на станции Мга в 50 км от Ленинграда.
С 1930 года — в Ленинграде, в доме-коммуне молодых инженеров и писателей.
Был арестован и, предположительно, расстрелян в 1941 году.